# Järventaustansaari
Järventaustansaari är en halvö i Finland. Den ligger i sjön Riippilänjärvi och i kommunen Sastamala i den ekonomiska regionen  Sydvästra Birkaland och landskapet Birkaland, i den sydvästra delen av landet, 170 km nordväst om huvudstaden Helsingfors.